# Underland
Underland är ett studioalbum från 1998 av den svenske rockmusikern Staffan Hellstrand.
Albumet var planerat att bli ett dubbelalbum men blev i stället ett relativt långt och brokigt enkelalbum. 
Låtarna "Hud som blöder", "Fel sida av vägen", och "Regnbågen"  gavs ut som singlar, den sistnämnda i ommixad version.

## Låtlista
Musik och text av Staffan Hellstrand.
| Nr  | Titel                      | Längd | Notering                                                     |
| --- | -------------------------- | ----- | ------------------------------------------------------------ |
| 1.  | Nyheter från Jimmy & Klara | 3:04  | "Jimmy & Klara" är en låt på albumet Vad tyst det är med SH! |
| 2.  | Hud som blöder             | 3:33  |                                                              |
| 3.  | Fel sida av vägen          | 4:12  |                                                              |
| 4.  | Septembersörmland          | 4:34  |                                                              |
| 5.  | Röda bergen                | 3:11  |                                                              |
| 6.  | Jag i underlandet          | 3:24  |                                                              |
| 7.  | Nova                       | 2:44  |                                                              |
| 8.  | Stella Luna                | 3:50  |                                                              |
| 9.  | Miss Sheffield Steel       | 3:03  |                                                              |
| 10. | Kärlek på vinden           | 1:38  |                                                              |
| 11. | Blomsterbudens himmel      | 3:45  | tillägnad "Tok-Olle" Andersson, blomsterbud i Nyköping       |
| 12. | Regnbågen                  | 3:29  |                                                              |
| 13. | Vi borde frysa             | 4:13  |                                                              |
| 14. | Drogad av ensamhet         | 3:43  |                                                              |

## Medverkande
- Staffan Hellstrand: sång, gitarr, klaviaturinstrument
- Fredrik Blank: gitarr, kör
- Thomas Holst: bas
- Conny Städe: trummor

Matts Alsberg: bas, Fredrik Andersson: programmering, Mats Asplén: orgel, Anders Herrlin: programmering, Christer Jansson: trummor, Lotta Johansson: elfiol, Magnus Johansson: trumpet, René Martinez: slagverk, Joakim Milder: tenorsax och stråkarrangemang, Magnus Persson: trummor, slagverk och programmering, Idde Schultz: kör, samt stråkmusiker ur Stockholms Nya Kammarorkester (SNYKO)

## Listplaceringar
| Lista (1998) | Position |
| ------------ | -------- |
| Sverige      | 22       |

### Fotnoter
1. ↑  Information i Svensk mediedatabas.
2. ↑  Information i Svensk mediedatabas.
3. ↑  Information i Svensk mediedatabas.
4. ↑  Information i Svensk mediedatabas.
5. ↑  Listplacering